# ليسترشير الشمالية الغربية (دائرة انتخابية في المملكة المتحدة)
ليسترشير الشمالية الغربية (بالإنجليزية: North West Leicestershire)‏ هي إحدى الدوائر الانتخابية في المملكة المتحدة الممثلة في مجلس العموم في برلمان المملكة المتحدة.
عضو البرلمان الذي يمثلها حالياً هو :David Taylor (Lab/Co-op).